# Scutellaria cardiophylla
Scutellaria cardiophylla är en kransblommig växtart som beskrevs av Georg George Engelmann och Asa Gray. Scutellaria cardiophylla ingår i Frossörtssläktet som ingår i familjen kransblommiga växter. Inga underarter finns listade i Catalogue of Life.